# Marcha del Orgullo LGBT de Ciudad de Panamá
La Marcha del Orgullo LGBT de Panamá es una marcha y festival que se lleva a cabo a finales de junio de cada año en la Ciudad de Panamá, para celebrar a las personas lesbianas, gays, bisexuales y transgénero (LGBT) y sus aliados.

## Historia
La Ciudad de Panamá es considerada por tener el segundo mejor Gay Pride de Centroamérica. También es considerada un destino "gayfriendly", ya que cuenta con innumerables bares, centros de recreación y discotecas de ambiente LGBTI.
La primera marcha del Orgullo en Panamá fue en el año 2004, donde solo asistieron 60 personas, sin ningún incidente; la primera marcha fue organizada por la Asociación Hombres y Mujeres Nuevos de Panamá. 
En el 2005, se realiza otra marcha de la diversidad en la Ciudad de Panamá donde asistieron 100 personas.
En el 2011, ocurre la primera marcha del orgullo LGBTI a nivel masivo en la Ciudad de Panamá, donde participaron más de 20 Drag Queens y una caravana de más de 60 taxis con mensajes de apoyo a la diversidad donde asistieron alrededor de 2000 personas.

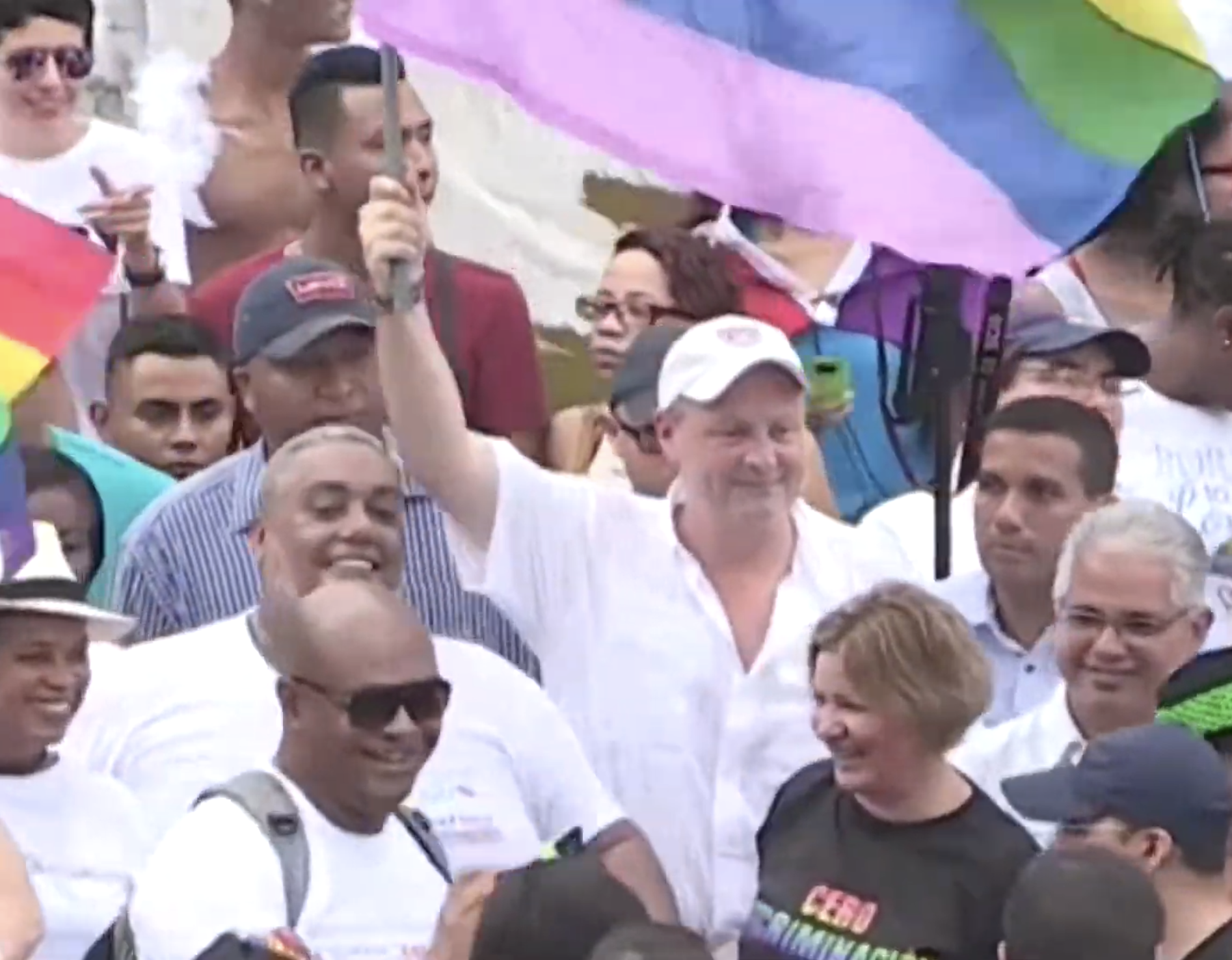
Lorena Castillo en 2017 durante la Marcha del Orgullo de Panamá.

En el 2017, la marcha se efectuó en la prestigiosa Cinta Costera de la Ciudad de Panamá, donde asistieron 5000 personas y donde finalizó con un festival de música. En esta marcha, la abanderada fue la ex primera dama de la República Lorena Castillo de Varela.
En el 2018, el World Pride Panamá anuncia que la marcha se realizará en el Casco Antiguo de la capital panameña. A la que asistieron 6000 personas. Y contó con la participación de artistas nacionales como Samy y Sandra Sandoval, Kenny Man, entre otros.
En el 2019, el Pride Panamá se realiza nuevamente en el Casco Antiguo. Esta vez contó con una marcha masiva que llegó a alcanzar los 12.000 participantes.
Y en el 2022, el Festival Pride de Panamá se realizó en la moderna Vía Argentina de Panamá, dónde tuvo una asistencia histórica de 13.000 personas en total.
En 2022, la provincia occidental del país Chiriquí, celebró su primer desfile gay en la región.
En 2023, el World Pride Panamá presentó una agenda de actividades para la semana educativa que realizarán en el marco del Mes del Orgullo y la Diversidad. Los eventos, que iniciarán el lunes 26 de junio y finalizará con la marcha del World Pride Panamá que se realizará el sábado 1 de julio.
Esta marcha contó con una masiva e histórica participación de más de 15 mil personas que recorrieron el Paseo de los Poetas hasta la Plaza V Centenario del Casco Antiguo de la Ciudad de Panamá, dónde hubo música, decoraciones multicolor en todo el casco y voces de protesta contra el fallo de la Corte Suprema de Panamá que denegó el derecho al matrimonio entre personas del mismo sexo en el país.
En la ciudad de David, al oeste del país, se realizó la segunda Marcha del Orgullo LGBT de David, dónde a diferencia del año anterior se duplicó la cantidad de asistente. Más de 200 personas marcharon desde el Parque Central de Ceervantes hasta el Parque de las Madres en el norte de la urbe.